# David Schwimmer
David Lawrence Schwimmer (sinh ngày 2 tháng, 1966 tại Astoria, Queens, New York) là diễn viên Mỹ được đề cử tranh giải Emmy và đạo diễn truyền hình và phim, bắt đầu nổi tiếng nhờ vai diễn Tiến sĩ Ross Geller trong bộ phim hài kịch tình huống Mỹ rất nổi tiếng mang tên Friends (Những người bạn).

## Tiểu sử
Schwimmer sinh tại Astoria, Queens, New York. Bố mẹ anh, Arthur Schwimmer và Arlene Colman, là người Do Thái. Sau đó họ sống tại Valley Stream, Long Island, đến 2 tuổi. Anh lớn lên tại Los Angeles, California, nơi anh học trường trung học Beverly Hills.

## Các phim
| - 1989: A Deadly Silence (TV) - 1991: Flight of the Intruder - 1992: Crossing the Bridge - 1992: The Wonder Years (phim truyền hình nhiều tập) - 1993: The Waiter - 1993: The Pitch - 1993: NYPD Blue - 1993: Twenty Bucks - 1994: Wolf - 1994-2004: Friends (phim truyền hình nhiều tập) - 1994: Monty (phim truyền hình nhiều tập) - 1995: The Party Favor - 1996: The Pallbearer - 1997: Breast Men - 1998: The Thin Pink Line - 1998: Kissing a Fool | - 1998: Since You've Been Gone (TV) - 1998: Six Days Seven Nights - 1998: Apt Pupil - 1998: It's The Rage - 2000: Love & Sex - 2000: Picking Up the Pieces - 2001: Band of Brothers (sê-ri truyền hình ngắn) - 2001: Hotel - 2001: Uprising (TV) - 2005: Duane Hopwood - 2005: Madagascar (lồng tiếng) - 2005: Curb Your Enthusiasm - 2006: Big Nothing - 2007: Run, Fat Boy, Run (Director) - 2007: 30 Rock - 2008: Madagascar 2 (lồng tiếng) - 2008: Nothing But The Truth |